# Meitetsu Komaki-Linie
| Triebzug der Baureihe 300 bei Aijoka |                           |                                     |                                     |
| Streckenlänge: | 26,6 km                   |                                     |                                     |
| Spurweite: | 1067 mm (Kapspur)         |                                     |                                     |
| Stromsystem: | 1500 V =                  |                                     |                                     |
| Maximale Neigung: | 33 ‰                      |                                     |                                     |
| Minimaler Radius: | 300 m                     |                                     |                                     |
| Streckengeschwindigkeit: | 95 km/h                   |                                     |                                     |
| Zweigleisigkeit: | Heian-dori – Komaki       |                                     |                                     |
| |                           |                                     |                                     |
| Gesellschaft: | Meitetsu (Nagoya Tetsudō) |                                     |                                     |
| \| \| \| Heian-dōri (平安通) \| 2003– \| \| \| \| Kami-Iida-Linie \| \| \| \| 0,0 \| Kami-Iida (上飯田) \| 2003– \| \| \| 0,1 \| Kami-Iida \| 1931–2003 \| \| \| \| Yada-gawa \| \| \| \| 0,9 \| Seko (瀬古) \| 1931–1942 \| \| \| \| Shōnai-gawa \| \| \| \| \| \| \| \| \| \| \| \| \| \| 2,3 \| Ajima (味鋺) \| 1931– \| \| \| \| Meitetsu Kachigawa-Linie \| 1931–1937 \| \| \| \| Jōhoku-Linie \| \| \| \| \| Mei-Nikan Expressway \| \| \| \| 3,7 \| Ajiyoshi (味美) \| 1931– \| \| \| \| Nagoya-Flughafenlinie (unvollendet) \| \| \| \| 4,5 \| Kasugai-guchi (春日井口) \| 1931–1944 \| \| \| 5,4 \| Kasugai (春日井) \| 1931– \| \| \| 6,0 \| Toyoama (豊山) \| 1951–1968 \| \| \| \| Luftwaffenstützpunkt Komaki \| –1968 \| \| \| 6,9 \| Ushiyama (牛山) \| 1931– \| \| \| \| Ōyama-gawa \| \| \| \| 7,8 \| Manai (間内) \| 1931– \| \| \| \| \| \| \| \| 9,0 \| Komakiguchi (小牧口) \| 1931– \| \| \| \| Meitetsu Iwakura-Zweiglinie \| 1920–1964 \| \| \| 9,8 \| Komaki (小牧) \| 1920– \| \| \| \| Takagi-Linie (unvollendet) \| \| \| \| 10,3 \| Kamishinmachi (上新町) \| 1931–1944 \| \| \| \| \| \| \| \| \| \| \| \| \| \| Tōmei-Autobahn \| \| \| \| 11,3 \| Komakihara (小牧原) \| 1931– \| \| \| \| Peachliner \| 1991–2006 \| \| \| 12,4 \| Ajioka (味岡) \| 1931– \| \| \| 13,3 \| Tagatajinja-mae (田県神社前) \| 1931– \| \| \| 14,9 \| Gakuden (楽田) \| 1931– \| \| \| 16,0 \| Rakutahara (楽田原) \| 1931–1944 \| \| \| \| Gojō-gawa \| \| \| \| 17,2 \| Haguro (羽黒) \| 1931– \| \| \| \| Aise-gawa \| \| \| \| 18,7 \| Gorōmaru (五郎丸) \| 1931–1944 \| \| \| 18,9 \| Ausweiche Gorōmaru \| Ausweiche Gorōmaru \| \| \| \| → Meitetsu Inuyama-Linie \| 1912– \| \| \| 20,1 \| Higashi-Inuyama (東犬山) \| 1931–1946 \| \| \| \| ← Meitetsu Hiromi-Linie \| 1928– \| \| \| 20,6 \| Inuyama (犬山) \| 1912– \| \| \| \| Meitetsu Inuyama-Linie \| 1926– \| |                           |                                     |                                     |
| U-Bahn-Kopfbahnhof Streckenanfang (im Tunnel) |                           | Heian-dōri (平安通)                 | 2003–                               |
| U-Bahn-Strecke (im Tunnel) |                           | Kami-Iida-Linie                     | Kami-Iida-Linie                     |
| Bahnhof (im Tunnel) | 0,0                       | Kami-Iida (上飯田)                  | 2003–                               |
| Kopfbahnhof Streckenanfang (Strecke außer Betrieb) · Strecke (im Tunnel) | 0,1                       | Kami-Iida                           | 1931–2003                           |
| Brücke über Wasserlauf (Strecke außer Betrieb) |                           | Yada-gawa                           | Yada-gawa                           |
| Haltepunkt / Haltestelle (Strecke außer Betrieb) · Strecke (im Tunnel) | 0,9                       | Seko (瀬古)                         | 1931–1942                           |
| Brücke über Wasserlauf (Strecke außer Betrieb) |                           | Shōnai-gawa                         | Shōnai-gawa                         |
| Strecke (außer Betrieb) · Tunnelende |                           |                                     |                                     |
| |                           |                                     |                                     |
| Haltepunkt / Haltestelle | 2,3                       | Ajima (味鋺)                        | 1931–                               |
| Abzweig geradeaus und ehemals nach rechts |                           | Meitetsu Kachigawa-Linie            | 1931–1937                           |
| Kreuzung geradeaus unten |                           | Jōhoku-Linie                        | Jōhoku-Linie                        |
| |                           | Mei-Nikan Expressway                |                                     |
| Haltepunkt / Haltestelle | 3,7                       | Ajiyoshi (味美)                     | 1931–                               |
| Abzweig geradeaus und ehemals nach links · Haltepunkt / Haltestelle Streckenende und quer (Strecke außer Betrieb) |                           | Nagoya-Flughafenlinie (unvollendet) | Nagoya-Flughafenlinie (unvollendet) |
| ehemaliger Haltepunkt / Haltestelle | 4,5                       | Kasugai-guchi (春日井口)            | 1931–1944                           |
| Haltepunkt / Haltestelle | 5,4                       | Kasugai (春日井)                    | 1931–                               |
| ehemaliger Haltepunkt / Haltestelle | 6,0                       | Toyoama (豊山)                      | 1951–1968                           |
| Abzweig geradeaus und ehemals von links · Betriebsstelle Streckenende und quer (Strecke außer Betrieb) |                           | Luftwaffenstützpunkt Komaki         | –1968                               |
| Haltepunkt / Haltestelle | 6,9                       | Ushiyama (牛山)                     | 1931–                               |
| Brücke über Wasserlauf |                           | Ōyama-gawa                          | Ōyama-gawa                          |
| Haltepunkt / Haltestelle | 7,8                       | Manai (間内)                        | 1931–                               |
| |                           |                                     |                                     |
| Haltepunkt / Haltestelle · Haltepunkt / Haltestelle (Strecke außer Betrieb) | 9,0                       | Komakiguchi (小牧口)                | 1931–                               |
| Tunnelanfang · Abzweig geradeaus und von links (Strecke außer Betrieb) |                           | Meitetsu Iwakura-Zweiglinie         | 1920–1964                           |
| Bahnhof (Strecke außer Betrieb) | 9,8                       | Komaki (小牧)                       | 1920–                               |
| U-Bahn-Kreuzung mit Eisenbahn (Strecken außer Betrieb) · Kreuzung (Querstrecke außer Betrieb) (im Tunnel) · Abzweig geradeaus und nach rechts (Strecke außer Betrieb) |                           | Takagi-Linie (unvollendet)          | Takagi-Linie (unvollendet)          |
| U-Bahn-Strecke (außer Betrieb) · Tunnelende · Haltepunkt / Haltestelle (Strecke außer Betrieb) | 10,3                      | Kamishinmachi (上新町)              | 1931–1944                           |
| U-Bahn-Strecke (außer Betrieb) |                           |                                     |                                     |
| U-Bahn-Strecke nach links (außer Betrieb) · Kreuzung mit U-Bahn geradeaus unten (Querstrecke außer Betrieb) · U-Bahn-Strecke von rechts (außer Betrieb) |                           |                                     |                                     |
| |                           | Tōmei-Autobahn                      |                                     |
| | 11,3                      | Komakihara (小牧原)                 | 1931–                               |
| Kreuzung mit U-Bahn geradeaus unten (Querstrecke außer Betrieb) · U-Bahn-Strecke nach rechts (außer Betrieb) |                           | Peachliner                          | 1991–2006                           |
| Haltepunkt / Haltestelle | 12,4                      | Ajioka (味岡)                       | 1931–                               |
| Bahnhof | 13,3                      | Tagatajinja-mae (田県神社前)        | 1931–                               |
| Bahnhof | 14,9                      | Gakuden (楽田)                      | 1931–                               |
| ehemaliger Haltepunkt / Haltestelle | 16,0                      | Rakutahara (楽田原)                 | 1931–1944                           |
| Brücke über Wasserlauf |                           | Gojō-gawa                           | Gojō-gawa                           |
| Haltepunkt / Haltestelle | 17,2                      | Haguro (羽黒)                       | 1931–                               |
| Brücke über Wasserlauf |                           | Aise-gawa                           | Aise-gawa                           |
| ehemaliger Haltepunkt / Haltestelle | 18,7                      | Gorōmaru (五郎丸)                   | 1931–1944                           |
| Blockstelle | 18,9                      | Ausweiche Gorōmaru                  | Ausweiche Gorōmaru                  |
| Strecke |                           | → Meitetsu Inuyama-Linie            | 1912–                               |
| Abzweig ehemals quer und von rechts · ehemaliger Turmbahnhof · Abzweig ehemals quer und von links | 20,1                      | Higashi-Inuyama (東犬山)            | 1931–1946                           |
| Strecke nach links · Abzweig geradeaus, von links und von rechts · Strecke nach rechts |                           | ← Meitetsu Hiromi-Linie             | 1928–                               |
| Bahnhof | 20,6                      | Inuyama (犬山)                      | 1912–                               |
| Strecke |                           | Meitetsu Inuyama-Linie              | 1926–                               |

Die Meitetsu Komaki-Linie (jap. 名鉄小牧線, Meitetsu Komaki-sen) ist eine Eisenbahnstrecke auf der japanischen Insel Honshū, die von der Bahngesellschaft Meitetsu (Nagoya Tetsudō) betrieben wird. In der Präfektur Aichi verbindet sie das Stadtzentrum von Nagoya mit den nördlich gelegenen Vororten Kasugai, Komaki und Inuyama. Dabei besteht eine Durchbindung zur U-Bahn Nagoya.

## Streckenbeschreibung
Die Strecke ist 26,6 km lang, in Kapspur (1067 mm) verlegt und mit 1500 V Gleichspannung elektrifiziert. Es werden 14 Bahnhöfe bedient, die Höchstgeschwindigkeit beträgt 95 km/h. Südlich von Komaki ist die Strecke zweigleisig ausgebaut. Nördlich davon ist sie eingleisig (mit Ausnahme der Ausweiche Gorōmaru), jedoch ist die Trasse breit genug, um allenfalls ein zweites Gleis aufnehmen zu können.
Südlicher Ausgangspunkt ist der Tunnelbahnhof Kami-Iida, wo die Meitetsu Komaki-Linie mit der Kami-Iida-Linie der U-Bahn Nagoya verbunden ist. Der knapp zwei Kilometer lange Tunnel bis zum nächstfolgenden Bahnhof Ajima ist im Prinzip eine Fortsetzung des U-Bahn-Tunnels und unterquert zwei Flüsse, den Yada und den Shōnai. Die Bahnstrecke verläuft weitgehend in nördlicher Richtung und passiert den alten Flughafen Nagoya an dessen Ostseite. Der Bahnhof Komaki in der gleichnamigen Stadt ist ein weiterer Tunnelbahnhof, von 1991 bis 2006 befand sich darüber die Endstation der kommerziell gescheiterten Leitschienenbahn Peachliner. Anschließend verlässt die Strecke das lückenlos überbaute Siedlungsgebiet und verläuft durch eine zunehmend ländlich geprägte Gegend. Sie endet im Bahnhof Inuyama, wo Anschluss an die Meitetsu Hiromi-Linie und die Meitetsu Inuyama-Linie besteht.

## Zugangebot
Der Tunnelabschnitt zwischen den Bahnhöfen Kami-Iida und Ajima ist Eigentum der Kami-Iida Link Line Corporation (上飯田連絡線株式会社, Kami-Iida renrakusen kabushiki-gaisha), an der die Meitetsu und die Anliegergemeinden beteiligt sind. Dasselbe gilt für die daran anschließende Kami-Iida-Linie zwischen Kami-Iida und Heian-dōri. Der Bahnbetrieb wird vollständig durch die Meitetsu durchgeführt, sodass alle Züge beide Strecken zusammen befahren. Anders als bei Durchbindungen dieser Art üblich, findet in Kami-Iida kein Wechsel des Fahrpersonals statt.
Tagsüber wird zwischen Heian-dōri und Inuyama ein Viertelstundentakt angeboten. Während der Hauptverkehrszeit besteht zwischen Heian-dōri und Komaki ein verdichteter Takt mit Zügen alle sieben bis acht Minuten, abends fahren auf diesem Abschnitt alle zehn Minuten. Es gibt keine Eilzüge.

## Bilder

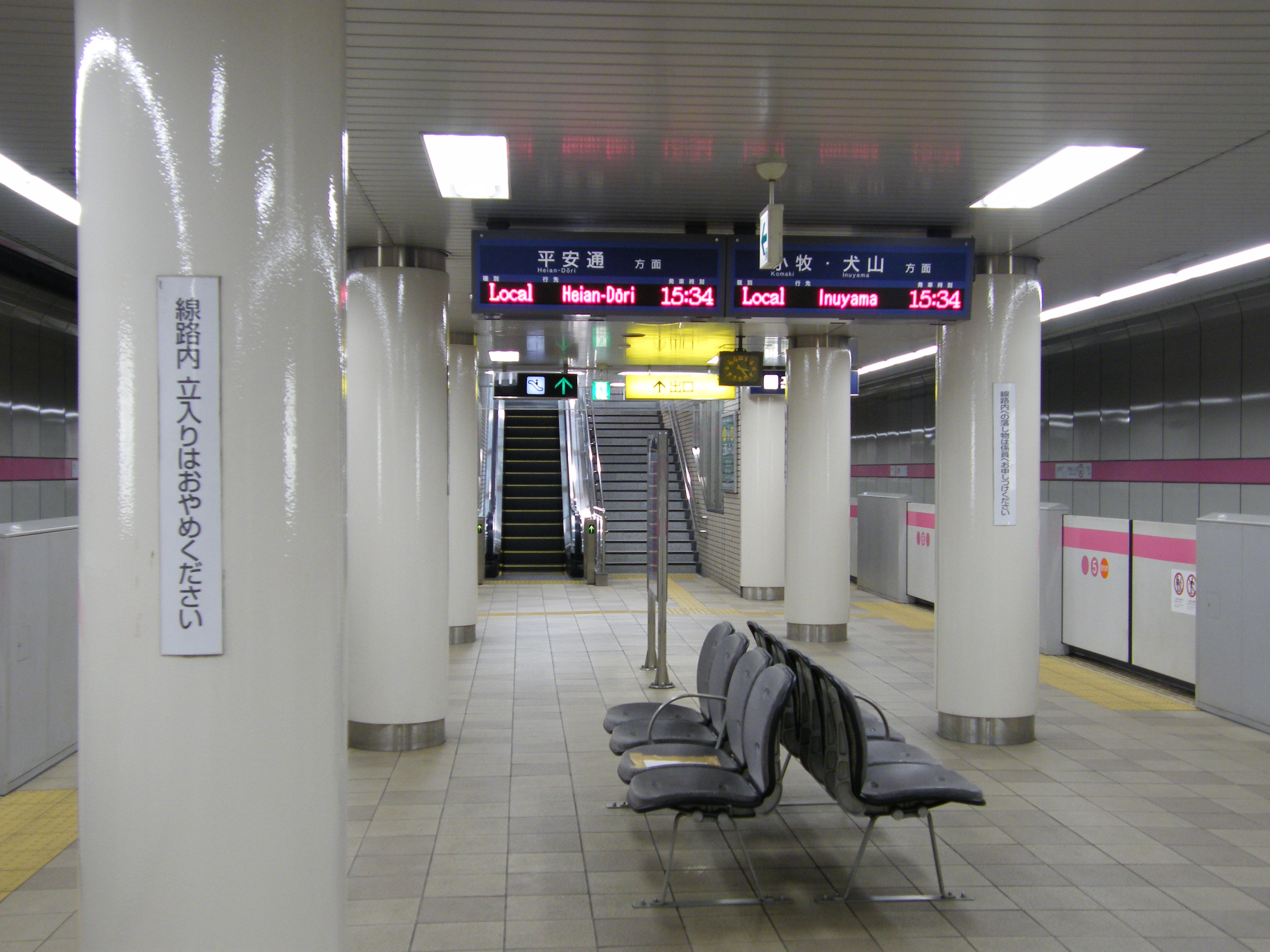
Bahnhof Kami-Iida
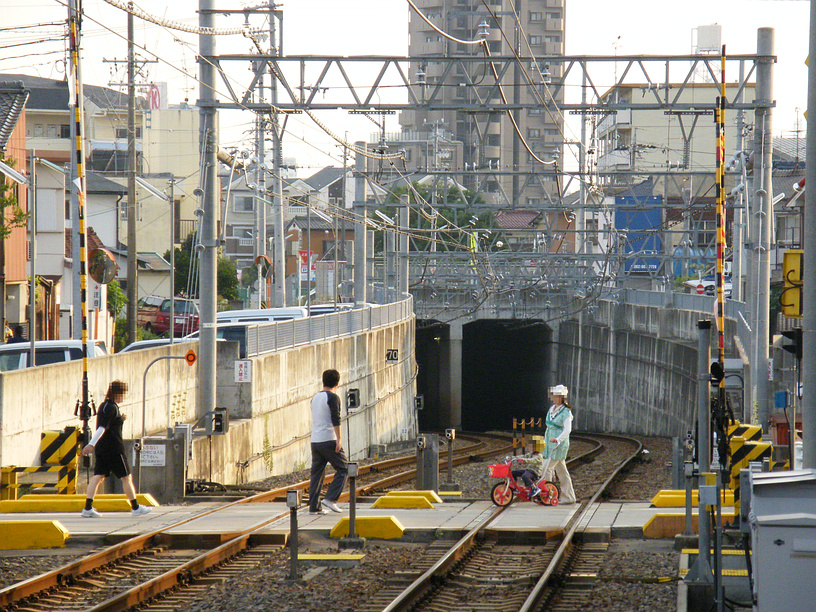
Tunnelportal bei Ajima
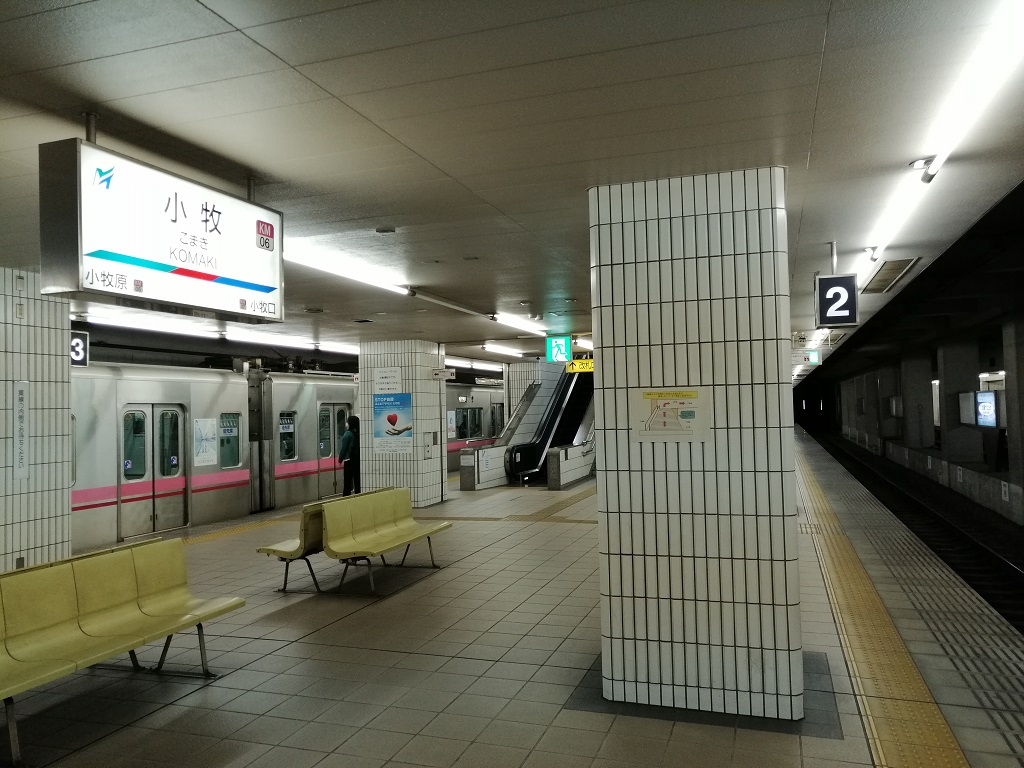
Bahnhof Komaki
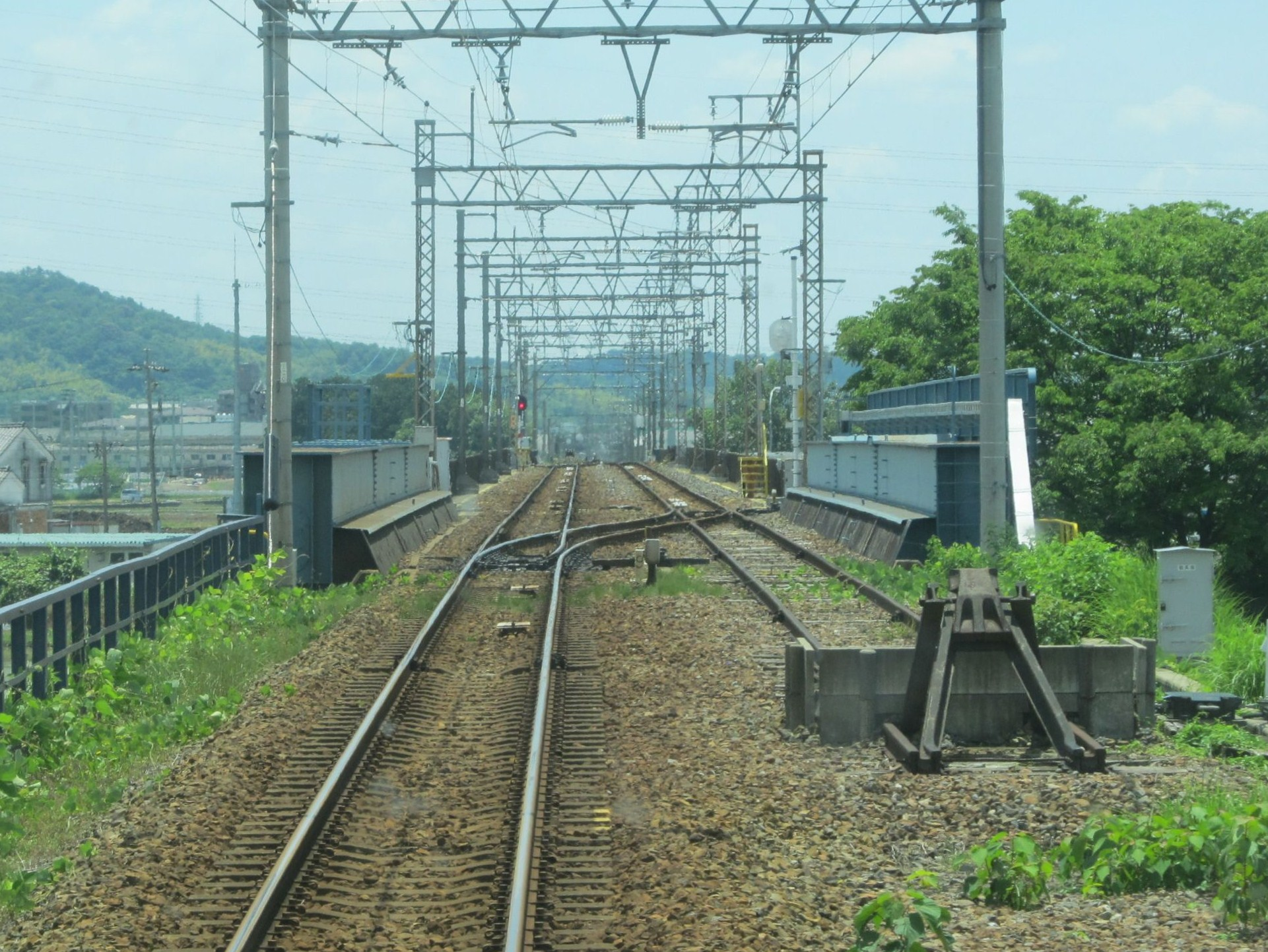
Ausweiche Gorōmaru
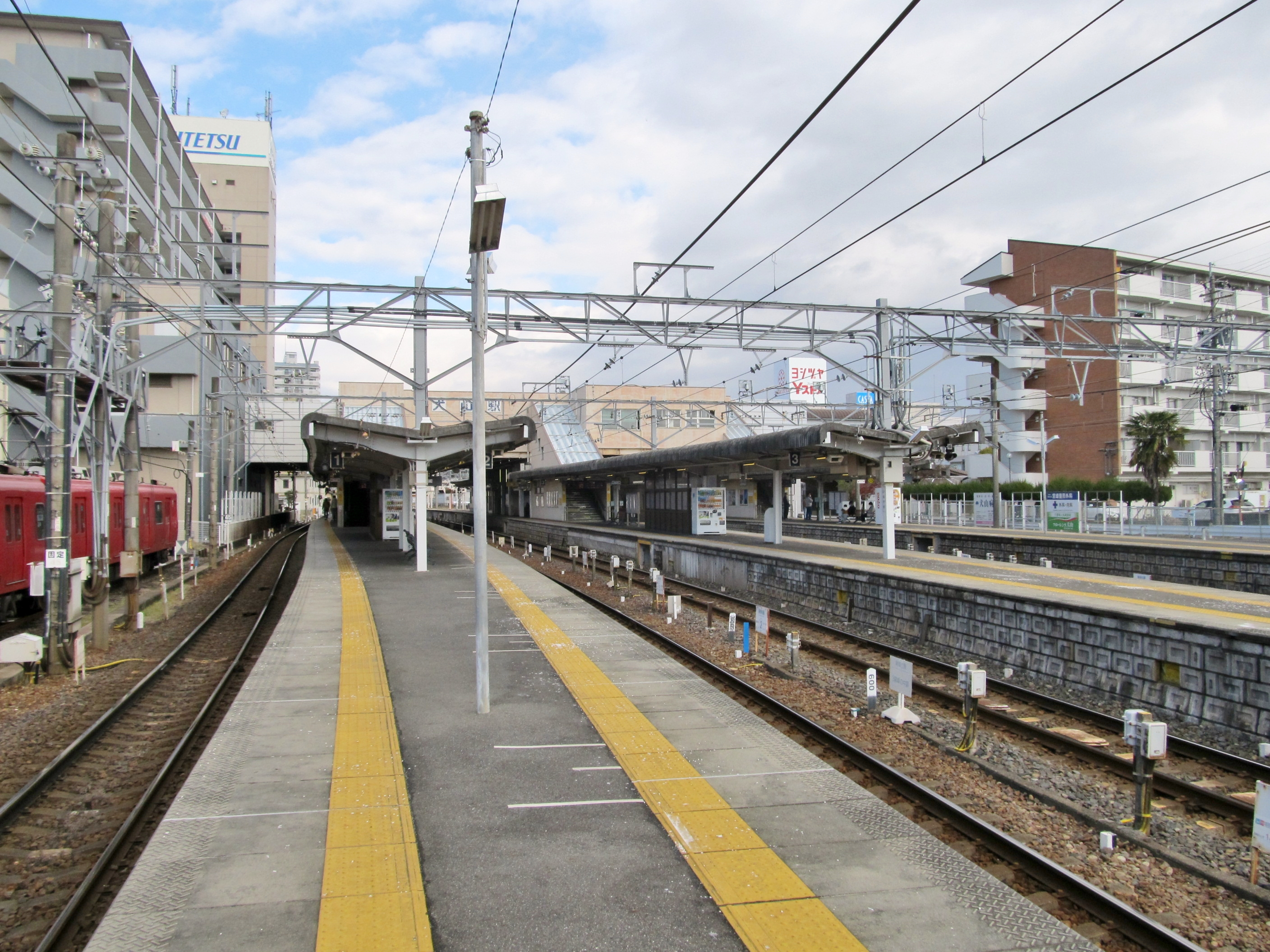
Bahnhof Inuyama

## Geschichte

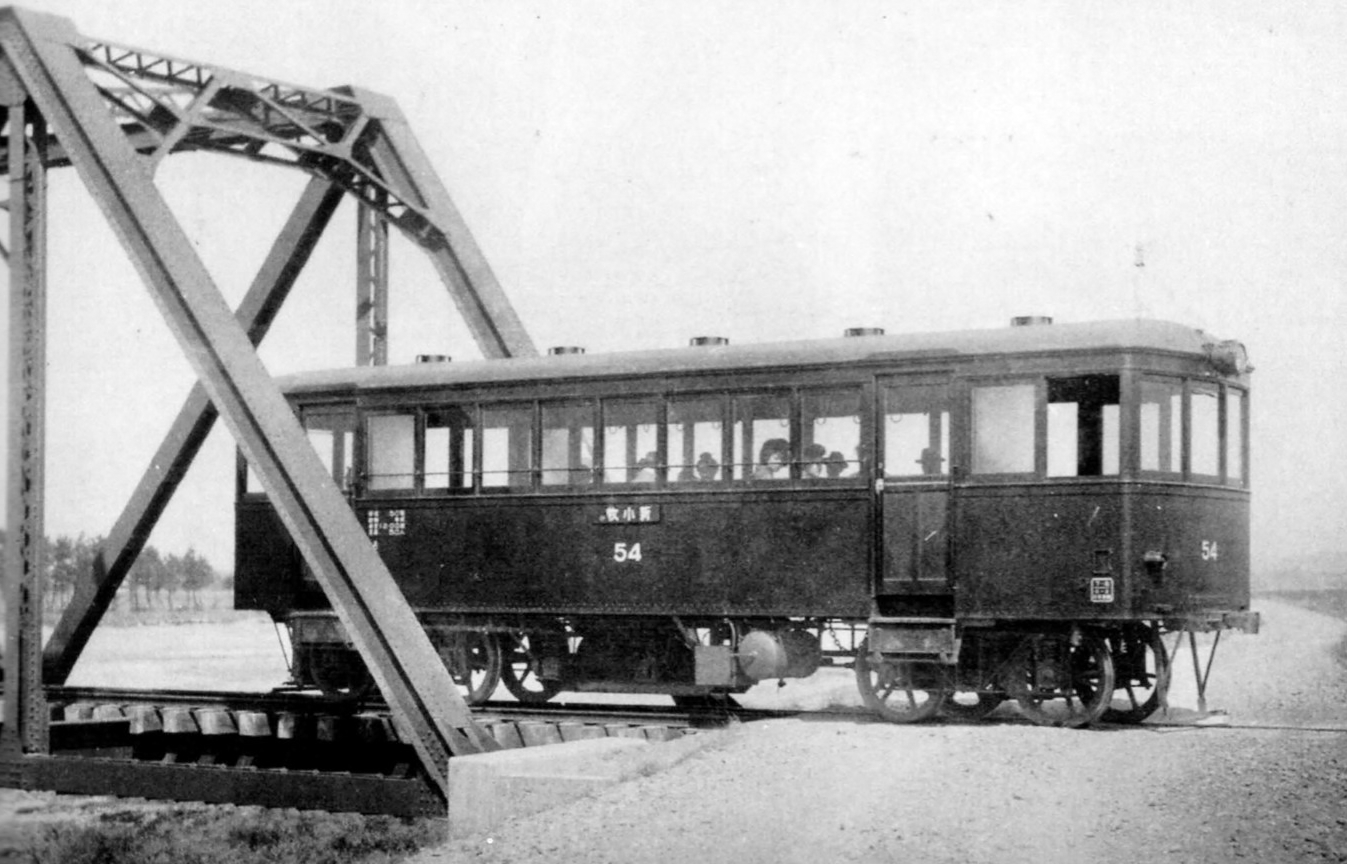
Benzintriebwagen der Meigi Tetsudō (1931)

Seit 1920 war die Stadt Komaki über die Iwakura-Zweiglinie der Bahngesellschaft Nagoya Denki Tetsudō ans Eisenbahnnetz angeschlossen. Um in die Präfekturhauptstadt Nagoya zu gelangen, war jedoch ein längerer Umweg über Iwakura und die Inuyama-Linie erforderlich. Aus diesem Grund plante die Meigi Tetsudō ein Jahrzehnt später eine direkter verlaufende, als Jōhoku-Linie bezeichnete Strecke. Sie eröffnete am 11. Februar 1931 den ersten Abschnitt zwischen Kami-Iida und dem Bahnhof Komaki. Zweieinhalb Monate später folgte am 29. April 1931 die Verlängerung nach Inuyama. Auf der Strecke kamen Benzintriebwagen zum Einsatz. Im selben Jahr erfolgte die Umbenennung in Ōzone-Linie, da zu einem späteren Zeitpunkt eine Verlängerung bis in die Nähe des Bahnhofs Ōzone geplant war. 1935 fusionierte die Meigi Tetsudō mit der Aichi Denki Tetsudō zur Meitetsu.
Während des Pazifikkriegs hatte die Meitetsu zunehmend Mühe, wegen der Rationierung von Benzin den Betrieb aufrechtzuerhalten, weshalb sie am 1. Juli 1942 den Abschnitt zwischen Kami-Iida und Komaki mit 600 V Gleichspannung elektrifizierte. Sie gab auch das Projekt der Verlängerung nach Ōzone auf, zumal in Kami-Iida seit dem 11. Juli 1944 ein Anschluss an die Onaridōri-Linie der Straßenbahn Nagoya bestand. Um Personal einzusparen, legte sie 1943 und 1944 mehrere Bahnhöfe still. Zwei Jahre nach Kriegsende elektrifizierte sie am 24. November 1947 auch den Abschnitt Komaki–Inuyama, seit dem 16. Mai 1948 trägt die Strecke ihren heutigen Namen. Am 1. Oktober 1964 erhöhte die Meitetsu die Oberleitungsspannung von 600 auf 1500 V.
Als am 25. April 1964 die Iwakura-Zweiglinie und am 1. Februar 1971 die Onaridōri-Linie stillgelegt wurden, bestand lediglich am äußeren Streckenende in Inuyama eine Verbindung zu anderen Bahnstrecken, während die stadtseitige Endstation Kami-Iida nur noch über eine Buslinie erreichbar war. Diese war während der Hauptverkehrszeit völlig überlastet, weshalb viele Fahrgäste etwa zehn Minuten zu Fuß gingen, um zum rund 800 Meter entfernten U-Bahnhof Heian-dōri zu gelangen. Zwei Jahrzehnte lang gab es Diskussionen darüber, wie die unhaltbare Situation verbessert werden könnte. 1994 fiel der Beschluss, den Abschnitt Ajima–Kami-Iida in einen zweigleisigen Tunnel zu verlegen und daran anschließend die Kami-Iida-Linie zu errichten. Die Bauarbeiten begannen im September 1996 und erwiesen sich als schwierig. Probleme bereiteten die Streckenführung durch dicht besiedelte Wohngebiete, die Untertunnelung des Shōnai, Planänderungen nach dem Hanshin-Erdbeben von 1995 und schwere Überschwemmungen im September 2000. Schließlich gingen beide Strecken am 27. März 2003 in Betrieb.
Auch auf der übrigen Strecke wurden im Laufe der Jahrzehnte umfangreiche Modernisierungsarbeiten vorgenommen, wobei der in mehreren Etappen durchgeführte zweigleisige Ausbau südlich von Komaki Vorrang hatte. Dieser begann 1977 und war 2000 abgeschlossen. Ebenso verlegte man zwischen 1974 und 1990 mehrere Abschnitte auf Viadukte, um zahlreiche höhengleiche Bahnübergänge aufheben zu können. Besonders aufwändig war die Neutrassierung im Stadtzentrum von Komaki, die den Bau eines mehrere hundert Meter langen Tunnels erforderte. Der Tunnelbahnhof Komaki ersetzte am 23. April 1989 den 150 m weiter westlich gelegenen ebenerdigen Bahnhof.
Nach der Eröffnung des Tunnels am südlichen Streckenende gab es zwar von Anfang an Durchbindungen der Züge, die fast alle beide Linien befuhren. Doch jeder Betreiber war für seinen eigenen Teil zuständig, d. h. Meitetsu für die Komaki-Linie und das städtische Verkehrsamt für die Kami-Iida-Linie. Somit gab es bei jedem Halt einen Wechsel des Fahrpersonals. Aus Rationalisierungsgründen übertrug das Verkehrsamt am 1. April 2007 den gesamten Fahrdienst an die Meitetsu, die ihn seither allein durchführt.

## Liste der Bahnhöfe

Streckenkarte

| Name | Name                          | km   | Anschlusslinien                              | Lage   | Ort             |
| ---- | ----------------------------- | ---- | -------------------------------------------- | ------ | --------------- |
| KM13 | Kami-Iida (上飯田)            | 00,0 | U-Bahn Nagoya: Kami-Iida-Linie               | Koord. | Kita-ku, Nagoya |
| KM12 | Ajima (味鋺)                  | 02,3 |                                              | Koord. | Kita-ku, Nagoya |
| KM11 | Ajiyoshi (味美)               | 03,7 |                                              | Koord. | Kasugai         |
| KM10 | Kasugai (春日井)              | 05,4 |                                              | Koord. | Kasugai         |
| KM09 | Ushiyama (牛山)               | 06,9 |                                              | Koord. | Kasugai         |
| KM08 | Manai (間内)                  | 07,8 |                                              | Koord. | Kasugai         |
| KM07 | Komakiguchi (小牧口)          | 09,0 |                                              | Koord. | Komaki          |
| KM06 | Komaki (小牧)                 | 09,8 |                                              | Koord. | Komaki          |
| KM05 | Komakihara (小牧原)           | 11,3 |                                              | Koord. | Komaki          |
| KM04 | Ajioka (味岡)                 | 12,4 |                                              | Koord. | Komaki          |
| KM03 | Tagata-jinja-mae (田県神社前) | 13,3 |                                              | Koord. | Komaki          |
| KM02 | Gakuden (楽田)                | 14,9 |                                              | Koord. | Inuyama         |
| KM01 | Haguro (羽黒)                 | 17,2 |                                              | Koord. | Inuyama         |
| IY15 | Inuyama (犬山)                | 20,6 | Meitetsu Hiromi-Linie Meitetsu Inuyama-Linie | Koord. | Inuyama         |